# Elisabeth zu Wied

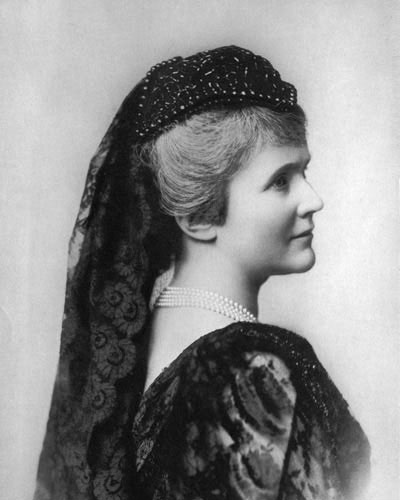
Prinzessin Elisabeth zu Wied, spätere Königin von Rumänien, um 1890

Prinzessin Elisabeth Pauline Ottilie Luise zu Wied VA (* 29. Dezember 1843 auf Schloss Monrepos bei Neuwied am Rhein; † 2. März 1916 in Bukarest) war durch Heirat Königin von Rumänien. Als Schriftstellerin veröffentlichte sie ihre Werke unter dem Pseudonym Carmen Sylva, eine Anspielung auf die lateinischen Wörter „carmen“ (Gesang) und „silva“ (Wald).

## Kindheit und Jugend
Elisabeth Pauline Ottilie Luise zu Wied kam als erstes Kind des Fürsten Hermann zu Wied und dessen Ehefrau Marie, geb. von Nassau-Weilburg, zur Welt. Von 1857 bis 1860 war Georg Sauerwein ihr Hauslehrer, mit dem sie bis zu dessen Tod Briefkontakt hielt. In diese Zeit geht ihr Pseudonym Carmen Sylva zurück (Sauerwein nannte sich Sylvaticus). Schon als junges Mädchen schrieb sie kleine Gedichte. Zuweilen äußerte sie den Wunsch, Lehrerin zu werden, was aber für sie damals nicht standesgemäß war. Ihre Eltern jedoch förderten ihre Begeisterung für Musik, sodass sie sogar von Clara Schumann, die im Schloss der Eltern ein Konzert gab, Klavierstunden erhielt.

## Leben
Im Februar 1861 lernte sie am Hof in Berlin den Offizier Prinz Karl Eitel Friedrich von Hohenzollern-Sigmaringen, den späteren König von Rumänien, kennen und heiratete ihn 1869. Sie hatten eine gemeinsame Tochter, Maria, die bereits 1874, mit nur drei Jahren, starb. Der Schmerz über ihren Tod, den sie ein Leben lang nicht verkraftete, kam in vielen ihrer Lieder und Gedichte zum Ausdruck:
„Wie oft, leider, schaue ich auf deine geschlossene Tür. Wie oft sage ich mir: Gleich geht sie auf, und so wie früher werde ich mein rosig Kindchen sehen, das mit kleinen Sprüngen, tanzend zu mir kommt!“

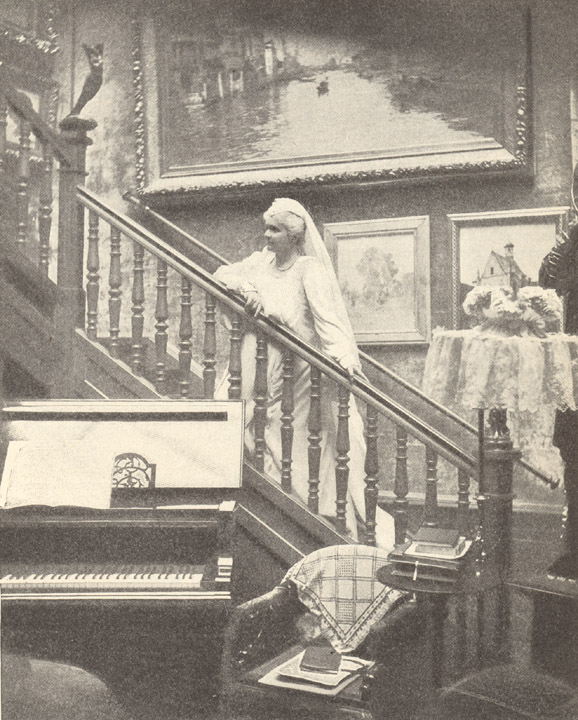
Elisabeth, Königin von Rumänien um 1899

Im Russisch-Osmanischen Krieg von 1877–1878 widmete sie sich der Pflege von Verwundeten, und ihr Mann stiftete das Elisabeth-Kreuz (ein goldenes Kreuz an einem blauen Band) zur Auszeichnung ähnlicher Hilfeleistungen. 1880 wurde Elisabeth der Württembergische Olga-Orden verliehen.
1869 ging sie mit ihrem Ehemann nach Rumänien, wo dieser 1881 als Karl I. zum König gekrönt wurde. Sie hatte bereits zuvor zu schreiben begonnen und wurde bald als „dichtende Königin“ unter ihrem Pseudonym Carmen Sylva bekannt. In einem sehr frühen Gedicht erklärt sie dies folgendermaßen:
Carmen das Lied und Sylva der Wald.

Von selbst gesungen das Waldlied erschallt.

Und wenn ich nicht am Wald geboren wär’,

Dann säng ich die Lieder schon selbst nicht mehr.

Den Vögeln hab’ ich sie abgelauscht,

Der Wald hat sie mir zugerauscht,

Vom Herzen tät ich den Schlag dazu,

Mich singen der Wald und das Lied dazu!

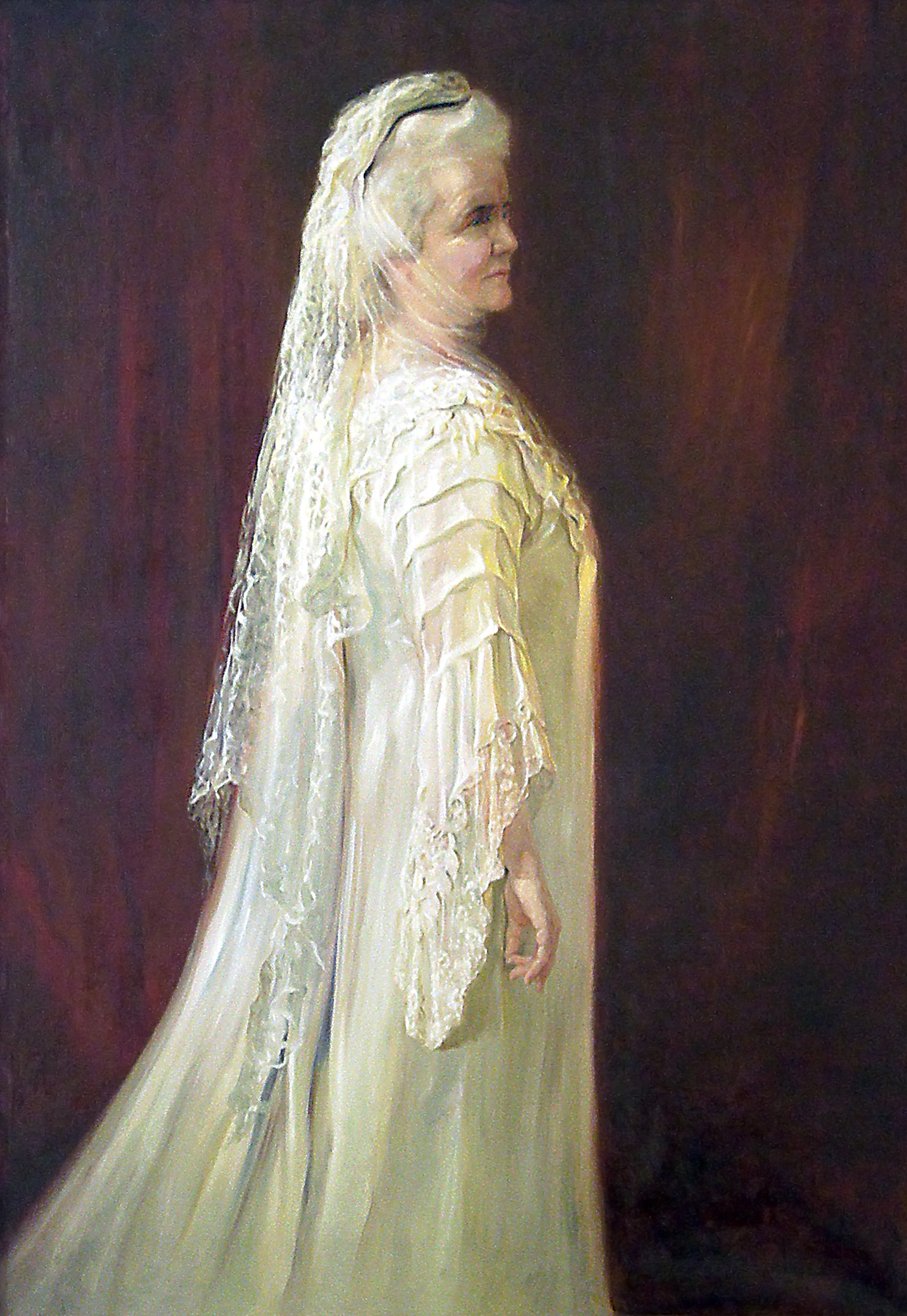
Porträt der Königin von Rumänien im Nationalen Museum der Geschichte von Rumänien in Bukarest

Neben ihren eigenen Werken, wie Gedichten, Erzählungen, Märchen und Romanen, übersetzte sie auch aus dem Französischen ins Deutsche (z. B. Pierre Loti). Am 28. April 1910 nahm sie an einem Wohltätigkeitskonzert in Wiesbaden teil, bei dem fünf von ihr komponierte Lieder zur Aufführung kamen, darunter zwei auf eigene Gedichte und je eines von Goethe und von Eichendorff.
In Bukarest freundete sie sich bald mit Mite Kremnitz an und berief sie 1881 zur Hofdame und Vorleserin. Mit ihr schrieb sie Trauerspiele sowie Romane und Kinderbücher, wobei ihre Pelesch-Märchen am bekanntesten wurden. Diese beschäftigten sich mit geheimnisvollen Mythen des rumänischen Volkes. In den Jahren 1885 bis 1886 lernte Carmen Sylva im Hause Kremnitz den Schriftsteller Bruno Wille kennen. Zusammen mit Kremnitz schuf sie unter dem Pseudonym „Dito und Idem“ mehrere Werke, u. a. ein historisches Trauerspiel über Anne Boleyn. Carmen Sylva legte bei der Veröffentlichung ihrer Werke großen Wert auf die Ausstattung der Bücher. Die Literaturkritik beurteilte diese, falls überhaupt, sehr zurückhaltend. Einer ihrer Gedichtbände wurde von der Académie française ausgezeichnet.
Ab 1884 unterhielt sie eine Freundschaft mit Kaiserin Elisabeth von Österreich-Ungarn. Sie besuchte 1888 Westerland und machte das Bad an der Nordsee damit auch in Adelskreisen „hoffähig“. Als eine ihrer Hofdamen aus politischen Gründen vom König in die Verbannung geschickt wurde, empfand sie dies als Unrecht, entzweite sich mit dem König und reiste mit der Hofdame in die Verbannung nach Italien. Um den Skandal zu vertuschen, wurde sie daraufhin offiziell als geistesgestört hingestellt. In Pegli machte sie die Bekanntschaft des Komponisten August Bungert, dem sie zeitlebens künstlerisch verbunden blieb. Bungert vertonte zahlreiche ihrer Gedichte. 1893 besuchte sie von Pegli aus ihre Heimat. Nach dem Rat des Pfarrers Ludwig Schneller suchte sie wieder den Kontakt zu ihrem Ehemann und kehrte im Herbst 1894 nach Bukarest zurück. Ihre Rückkehr war zusammen mit ihrem Hochzeitstag der Anlass eines landesweiten Festaktes. Als ihr Neffe Wilhelm Prinz zu Wied im Jahre 1914 Fürst von Albanien wurde, widmete sie ihm einen Zeitungsartikel, welcher mit den Worten begann „Märchenland will seinen Fürsten haben…“.
Als rumänische Königin war sie – ganz typisch für ihre Zeit – sozial und kulturell aktiv, wobei sie die Verbindung zu Deutschland hielt. Durch ihre Übersetzungen aus dem Rumänischen trug sie auch zu einem besseren Verständnis ihres Landes bei. Sie gründete Schulen und Krankenhäuser und rief eine Handarbeitsschule ins Leben, an der die Kunst der weltberühmten rumänischen Stickerei gelehrt wurde. Selber zeigte sie sich so oft wie möglich in prächtig gestickten rumänischen Trachten. Sie holte 1878 Dora Hitz als Hofkünstlerin nach Bukarest, die dort bis 1882 blieb. Dora Hitz gestaltete Bücher für die Königin und schuf in ihrem Auftrag und nach ihren dichterischen Vorlagen die Wandmalereien für den Musiksaal des Schlosses Peleș bei Sinaia in den Karpaten. 1905 übernahm Elisabeth die Schirmherrschaft des neu gegründeten Berliner Lyceum-Klubs zur Förderung von Künstlerinnen und Wissenschaftlerinnen. 1898 wurde sie Ehrenmitglied der Russischen Akademie der Wissenschaften in St. Petersburg.
Erst nach dem Tod der Königin von Rumänien wurden Briefe gefunden, die sie um 1892 an ihren Freund, den Schriftsteller Richard Voß, schickte. Darin gestand sie, tödlich in eine ihrer Hofdamen verliebt zu sein, eine Liebe, die sie nie ausdrücken konnte, weil Homosexualität bei Frauen zu ihrer Zeit verleugnet wurde. In anderen Briefen äußert sie aber auch eine gegenteilige Gesinnung. Denn während ihrer Exilzeit 1891–1894 (ausgelöst durch ihren Plan, den Thronfolger Ferdinand mit ihrer Hofdame Elena Văcărescu, ebenfalls Dichterin, zu verheiraten), schrieb sie verärgert an ihren Ehemann König Carol I., dass man sie der „Frauenliebe“ bezichtigte, um ihr zu schaden. Dabei würde sie jede Art von außerehelicher Sinnlichkeit und Leidenschaft anekeln, da sie von körperlicher Liebe nicht angezogen sei. Über ihre ehelichen Pflichten, die Kinderlosigkeit und die vielen Fehlgeburten schreibt Elisabeth in einem Brief aus Venedig 1891 an ihren Mann, König Carol I. von Rumänien.
Elisabeth zu Wied liegt in Curtea de Argeș (Rumänien), der Grablege der rumänischen Königsfamilie, begraben. Zwischen dem Ersten und Zweiten Weltkrieg wurde Eforie Sud, ein Kurort am Schwarzen Meer, nach ihr benannt; er hieß Carmen Sylva. Die Erich-Weinert-Straße im Berliner Stadtteil Prenzlauer Berg trug von 1904 bis 1954 den Straßennamen Carmen-Sylva-Straße. Außerdem gibt es ihr zu Ehren einen Waldweg oberhalb von Opatija in Kroatien.
Im Neuwieder Stadtteil Niederbieber ist eine Realschule nach ihr benannt, ebenso ein kleiner Park im Zentrum der Stadt.

## Werke (in Auswahl)
- Sappho. Versepos, 1880
- Hammerstein. Versepos, 1880
- Stürme. Versepen, 1880
- Leidens Erdengang. Ein Märchen-Kreis, 1882
- Jehovah. Versepos, 1882. (Digitalisat)
- Aus Carmen Sylva’s Königreich
  - Band 1: Pelesch-Märchen, 1883. (Digitalisat)
  - Band 2: Durch die Jahrhunderte, 1885.
- Meine Ruh’. Gedichte, 1884
- Handzeichnungen. Erzählungen und Skizzen, 1884
- Mein Rhein. Gedichte, 1884
- Weltweisheit. Gedichte, 1885
- Mein Buch, 1886
- Deficit. Roman, 1890. (Digitalisat)
- Frauenmuth. Theaterstücke, 1890. (Digitalisat)
- Handwerkerlieder. Gedichte, 1890. (Digitalisat)
- Vom Amboß. Aphorismen, 1890
- Heimath. Gedichte, 1891
- Meerlieder. Gedichte, 1891
- Weihnachtskerzchen von Pallanza. Gedichte, 1891
- Meister Manole. Drama, 1892
- Um ein paar Stiefelchen. Drama, 1893
- Seelengespräche. Andachten, 1896. (Digitalisat, zweisprachig)
- Monsieur Hampelmann. Kinderbuch, 1898
- Thau. Gedichte, 1900
- Märchen einer Königin, Bonn, Verlag Emil Strauss, [1901]
- Unter der Blume. Gedichte, 1903
- In der Lunca, Rumänische Idylle, Regensburg, Verl. W. Wunderling, 1906
- Geflüsterte Worte. Essays und Lyrik, 5 Bände, 1903–1920
- Mein Penatenwinkel. Lebenserinnerungen, 1908
- Es klopft. Novelle, 1908. (Digitalisat)
- Aus dem Leben. Erzählungen, 1912
- Briefe einer einsamen Königin. Herausgegeben von Lina Sommer, 1916.

### Gemeinschaftswerke mit Mite Kremnitz
- Aus zwei Welten. Briefroman, 1884. (Digitalisat)
- Astra. Briefroman, 1886
- Anna Boleyn. Historisches Trauerspiel, 1886
- Feldpost. Briefroman, 1887
- In der Irre. Novellen, 1888. (Digitalisat)
- Rache und andere Novellen. Novellen, 1888

### Übersetzungen
- Rumänische Dichtungen. 1881
- Pierre Loti: Islandfischer. 1885
- Paul de Saint-Victor: Die beiden Masken. 1899–1900

### Aktuelle Ausgaben (Auswahl)
- Gedanken einer Königin. Ausgewählte Aphorismen der Königin Elisabeth von Rumänien, geborene Prinzessin zu Wied (1843–1916). Herausgegeben und mit einem Vorwort von Silvia Irina Zimmermann. ibidem-Verlag, Stuttgart 2012, ISBN 978-3-8382-0375-1.
- Gedanken einer Königin – Les pensées d'une reine. Gesammelte Aphorismen in deutscher und französischer Sprache und Epigramme der Königin Elisabeth von Rumänien, geborene Prinzessin zu Wied (1843–1916). Herausgegeben und mit einem Vorwort von Silvia Irina Zimmermann. ibidem-Verlag, Stuttgart 2012, ISBN 978-3-8382-0385-0 (Studienausgabe).
- Aus Carmen Sylvas Königreich. (Studienausgabe) Gesammelte Märchen und Geschichten für Kinder und Jugendliche von Carmen Sylva (Königin Elisabeth von Rumänien, geborene Prinzessin zu Wied, 1843–1916). Herausgegeben und mit einem Vorwort von Silvia Irina Zimmermann. 2 Bände, ibidem-Verlag, Stuttgart 2013, ISBN 978-3-8382-0495-6
  - Bd. 1: Rumänische Märchen und Geschichten, ISBN 978-3-8382-0475-8.
  - Bd. 2: Märchen einer Königin, ISBN 978-3-8382-0485-7.
- Pelesch-Märchen. Herausgegeben und mit einem Nachwort von Silvia Irina Zimmermann. ibidem-Verlag, Stuttgart 2013, ISBN 978-3-8382-0465-9.
- Pelesch-Märchen – Märchen und Mythen aus Rumänien, Neuauflage Hofenberg 2017, ISBN 978-3-7437-1739-8.
- Leidens Erdengang. Ein Märchen-Kreis, Neuauflage Hofenberg 2020, ISBN 978-3-7437-3448-7.
- Ein Gebet / Es klopft – Zwei Novellen. Neuauflage Hofenberg 2019, ISBN 978-3-7437-2895-0.
- Aus meinem Königreich – Fünf Märchen aus Rumänien. Neuauflage Hofenberg 2017, ISBN 978-3-7437-1738-1.
- Vom Amboss – Aphorismen einer Königin. Neuauflage Hofenberg 2022, ISBN 978-3-7437-4265-9.
- Geflüsterte Worte. Neuauflage Hofenberg 2017, ISBN 978-3-7437-1741-1.

### Briefe
- In zärtlicher Liebe Deine Elisabeth – Stets Dein treuer Carl. Der Briefwechsel Elisabeths zu Wied (Carmen Sylva) mit ihrem Gemahl Carol I. von Rumänien aus dem Rumänischen Nationalarchiv in Bukarest. 1869–1913. Historisch-kritische Ausgabe. Herausgegeben, kommentiert und eingeleitet von Silvia Irina Zimmermann. [Schriftenreihe der Forschungsstelle Carmen Sylva – Fürstlich Wiedisches Archiv Bände 6 und 7], Stuttgart: ibidem-Verlag, 2018, ISBN 978-3-8382-1221-0.
  - Teilband 1: 1869–1890. Anfangsjahre in Rumänien. Unabhängigkeitskrieg. Königreich Rumänien [Schriftenreihe FSCSFWA Band 6], ISBN 978-3-8382-0906-7.
  - Teilband 2: 1891–1913. Exil der Königin. Rückkehr auf den rumänischen Thron [Schriftenreihe FSCSFWA Band 7], ISBN 978-3-8382-1220-3.